# Роквил (Конектикат)
Роквил (енгл. Rockville) насељено је место без административног статуса у америчкој савезној држави Конектикат.

## Демографија
По попису из 2010. године број становника је 7.474, што је 234 (-3,0%) становника мање него 2000. године.
| Група             | 2000.         | 2010.         |
| Белци             | 6.106 (79,2%) | 5.291 (70,8%) |
| Афроамериканци    | 597 (7,7%)    | 878 (11,7%)   |
| Азијати           | 245 (3,2%)    | 243 (3,3%)    |
| Хиспаноамериканци | 556 (7,2%)    | 909 (12,2%)   |
| Укупно            | 7.708         | 7.474         |